# 馬軼超
馬軼超，MH（1977年3月12日—），香港政治人物，現為北京市朝陽區第14屆政協委員、香港觀塘區議會觀塘中選區議員，兼任俗稱「三會」之一的分區委員會委員。他於2003年從事社區工作，正職為一名商人，主要活躍於資訊科技及旅遊界。2007年起首度參加區議會選舉，並持續擔任觀塘區議會康樂選區議員達12年，至2023年再度勝出改革後的第一個區議會選舉。馬軼超原與政黨「新世紀論壇」有連繫，2021年及2023年均改以獨立候選人身份參選，但沒有與建制派政治組織「創建力量」脫離關係。

## 背景

### 成長與求學
馬軼超祖籍廣東省揭陽市，有一名胞妹。他7歲起於觀塘區生活，居住在啟業邨，1990年畢業於浸信宣道會呂明才小學，繼而在1995年畢業於新生命教育協會呂郭碧鳳中學中五年級。然後北上廣州入讀暨南大學經濟學院，並於1998年取得國際金融專業學士學位。馬軼超2012年完成中山大學行政管理學碩士學位課程。

### 政壇發展
自2003年開始，馬軼超協助一位欲參選區議員的朋友參與地區工作，及至該名朋友於2007年突然放棄參選，他於是在同年代表所屬政黨新世紀論壇代為參選。最終他在首次參加區議會選舉的情況下，撃敗尋求二度連任的徐永銓，成為觀塘康樂選區區議員，亦為康樂區居民協會社區主任。馬軼超其後分別在2007年、2011年、2015年以及2023年區議會選舉中勝出。10多年間他只因為2019年反對逃犯條例修訂草案運動的延伸影響而未能從同年年底舉行的區議會選舉中獲勝。中斷連任議員之前，有鑑於街妓出沒對居民造成滋擾，他於2019年1月在議會席間提及政府應掌握關於街妓活動熱點的公共數據，從而便利警方執法。其時由於沒有區內議員公開關注街妓引起的問題，馬軼超的建議引來列席者熱議。
而於2021年再度當選區議員之前，馬軼超同年10月獲選為廣州市番禺區第14屆政協委員會特邀委員，12月獲選為北京市第14屆朝陽區政協委員，兼任政協北京市委員會工作顧問；11月以獨立人士身份參與立法會旅遊界功能界別選舉，然而最後敗給香港中國旅行社副董事長姚柏良。此外，馬軼超曾任觀塘區撲滅罪行委員會委員（2021年至2024年）。2022年7月獲香港特別行政區政府頒授，以表揚他盡心盡力服務觀塘區，致力改善區內環境衞生。2023年至今，他於議會內身兼社區參與及文化康樂委員會副主席、地區設施及工程委員會委員、食物環境衞生委員會委員、交通運輸委員會委員、房屋及發展規劃委員會委員以及提振地區經濟專責工作小組成員。2024年4月1日獲民政及青年事務局委任為觀塘中分區委員會委員。

### 其他身份
政界以外，馬軼超是一名經營旅行業務的商人。他於2005年12月創辦遊學教育有限公司及旅行社「寫意人生」/「海洲旅行社」，且自任董事總經理。他又曾任香港旅遊業議會委員（2012年至2013年為來港旅遊委員會委員，2013年至2016年為公共關係委員會委員）。2014年佔領中環事件發生後，他入稟小額錢債審裁處，向戴耀廷、陳健民和朱耀明追討因旅遊巴訂單被客戶取消而招致的經濟損失。發展旅遊事業同時，馬軼超也活躍於資訊科技界。他不但出任廣州創新及科技協會理事長、廣州市科學技術協會特邀委員、香港科創協會理事長、香港軟件行業協會副會長兼名譽司庫（2020年至今）、創截媒體有限公司董事，還在擔任中港資訊科技人才發展中心主席期間，引入可以讓香港人考取國家專業資格以擴闊執業範圍、獲中央政府認可的計算機及軟件類專業考試。2020年代則涉足其他科技界別，2021年7月於深圳市創立輝燦科技有限公司，並擔任行政總裁，以生產去除發光二極體（LED）光源中有害光線的照明產品為其公司業務。此前於2021年4月起任廣州登燈登鄧文化科技有限公司執行董事。
馬軼超其餘界別身份尚有北京市朝陽區法院特邀調解員、中國香港文化體育旅遊協會理事（2021年至今）和第9屆九龍社團聯會理事。他更應邀出任聯合國諮詢組織 ─ 世貿聯合基金總會委員，2023年被廣州市人力資源和社會保障局選入廣州市大灣區職場導師庫。

## 個人生活
馬軼超已婚，其妻許有友為香港北京社團總會理事兼觀塘康樂區關愛隊隊長。2人婚後育有2子1女。

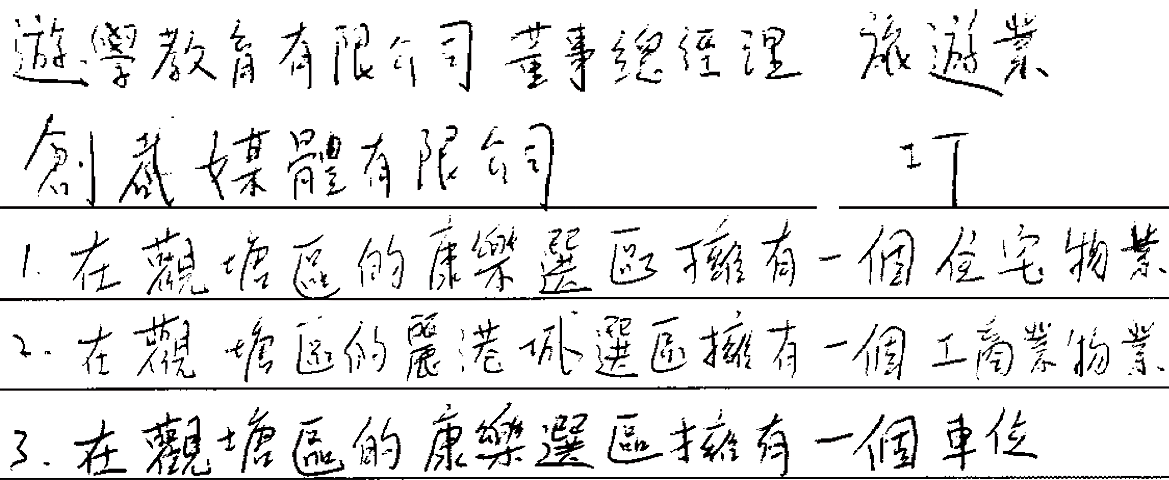
馬軼超的字跡

## 選舉情況

### 2007年區議會一般選舉
| 政党   | 政党       | 候选人      | 票数 | %     | ±      |
| ------ | ---------- | ----------- | ---- | ----- | ------ |
|        | 新世紀論壇 | ①. 馬軼超   | 908  | 37.27 | 不適用 |
|        | 無黨派     | ②. 林劉少珊 | 664  | 27.26 | 不適用 |
|        | 無黨派     | ③. 徐永銓   | 864  | 35.47 | 不適用 |
| 多数票 | 多数票     | 多数票      | 44‬‬   | 1.81  |        |

### 2011年區議會一般選舉
| 政党   | 政党       | 候选人    | 票数  | %     | ±      |
| ------ | ---------- | --------- | ----- | ----- | ------ |
|        | 社民連     | ①. 劉偉忠 | 468   | 17.40 | 不適用 |
|        | 無黨派     | ②. 胡健華 | 402   | 14.95 | 不適用 |
|        | 新世紀論壇 | ③. 馬軼超 | 1,819 | 67.65 | 不適用 |
| 多数票 | 多数票     | 多数票    | 1,351‬ | 50.24 | +48.43 |

### 2015年區議會一般選舉
| 政党   | 政党             | 候选人    | 票数  | %     | ±      |
| ------ | ---------------- | --------- | ----- | ----- | ------ |
|        | 創建力量         | ①. 馬軼超 | 1,624 | 51.57 | -16.12 |
|        | 東九龍社區關注組 | ②. 陳澤滔 | 1,525 | 48.43 | 不適用 |
| 多数票 | 多数票           | 多数票    | 99    | 3.14  | -47.10 |

### 2019年區議會一般選舉
| 政党   | 政党                | 候选人    | 票数  | %     | ±      |
| ------ | ------------------- | --------- | ----- | ----- | ------ |
|        | 民主動力            | ①. 陳嘉言 | 3,231 | 57.80 | 不適用 |
|        | 新世紀論壇/創建力量 | ②. 馬軼超 | 2,359 | 42.20 | -9.37‬  |
| 多数票 | 多数票              | 多数票    | 872   | 15.60 | +12.46 |

### 2021年立法會選舉
| 政党 | 政党     | 候选人    | 票数 | %     | ±      |
| ---- | -------- | --------- | ---- | ----- | ------ |
|      | 獨立     | ①. 馬軼超 | 13   | 7.51  | 不適用 |
|      | 創建力量 | ②. 姚柏良 | 160  | 92.49 | 不適用 |

### 2023年區議會一般選舉
*香港特別行政區政府進行了2023年香港選舉改革後，地方選區與議席數目皆重新劃分。觀塘區的地方選區名稱定為觀塘東南、觀塘中、觀塘西以及觀塘北。馬軼超出選觀塘中選區。
| 政党   | 政党   | 候选人    | 票数   | %     | ± |
| ------ | ------ | --------- | ------ | ----- | - |
|        | 獨立   | ①. 馬軼超 | 6,094  | 24.35 |   |
|        | 民建聯 | ②. 柯創盛 | 10,912 | 43.60 |   |
|        | 獨立   | ③. 張洛淋 | 5,797  | 23.16 |   |
|        | 獨立   | ④. 明偉傑 | 2,222  | 8.88  |   |
| 多数票 | 多数票 | 多数票    | 4,818  |       |   |

## 外部連結
- 馬軼超的Facebook專頁
- 馬軼超議員辦事處 Facebook

| 議會席位      | 議會席位                                               | 議會席位      |
| ------------- | ------------------------------------------------------ | ------------- |
| 前任： 徐永銓 | 觀塘區議會康樂選區區議員 2008年1月1日—2019年12月31日   | 繼任： 陳嘉言 |
| 首設          | 觀塘區議會觀塘中選區區議員 2024年1月1日—2027年12月31日 | 繼任： -      |